# Конкордантность (генетика)
Конкордантность (в генетике) — наличие определённого признака у обоих близнецов, или среди группы людей. Конкордантностью также называется вероятность того, что оба близнеца будут иметь определённый признак, при условии, что его имеет один из них.

## Практическое применение конкордантности
Практически понятие о конкордантности применяется при использовании близнецового метода генетики. Сравнение конкордантности по данному признаку у монозиготных и дизиготных близнецов помогает более объективно судить о роли генотипа в формировании признака (фенотипа).
Монозиготные близнецы развиваются из одной оплодотворенной яйцеклетки и имеют идентичный генотип. Поэтому среди таких близнецов наблюдается высокий процент конкордантных пар, в которых признак развивается у обоих близнецов. Дизиготные близнецы имеют в среднем лишь 50 % общих генов (относятся друг к другу как обычные сибсы). Поэтому:
- Высокая конкордантность в парах монозиготных близнецов и существенно более низкая конкордантность в парах дизиготных близнецов свидетельствуют о решающем значении наследственности в формировании признака.
- Сходство показателя конкордантности у моно- и дизиготных близнецов означает, что роль наследственности в формировании признака незначительна.
- Низкие показатели конкордантности в обеих группах близнецов говорят о преобладающем значении окружающей среды в формировании данного признака.